# Držkovice (zámek)
Bývalý zámek Držkovice stojí v centru osady Držkovice, českém výběžku polské obce Dzierżkowice, spadající pod Vávrovice, část Opavy. Po necitlivé přestavbě dnes již zámeckou budovu nepřipomíná.

## Historie
Veškeré údaje ke šlechtickému sídlu v Držkovicích před rokem 1567, se vztahují k dnešní polské obci. K českým Držkovicím můžeme jako první vztáhnout až zmínku právě z roku 1567, kdy je zmiňována zdejší tvrz v majetku Anny Kašové z Jankovic. Tato tvrz se nacházela severozápadně od zámku a dnes po ní zbývá pouze tvrziště.
Zámek, v podobě jednopatrové klasicistní budovy s mansardovou střechou, nechal po roce 1792 postavit Antonín Strahler. V roce 1815 jej získali Sedlničtí z Choltic a po roce 1904 byl postupně v majetku Aškenazyů a Bartoňů z Bobolusk. Zámek v této době již nebyl využíván jako sídlo vrchnosti, pouze jako správní centrum majetků. V roce 1910 jej zakoupila část obyvatel Držkovic a zámek prošel úpravou pro potřeby školy založenou Maticí opavskou. Od roku 1919 jej vlastní rodina Kuzmíkových.
Na jaře 1945 byl při bojích poškozen a při následných opravách přišel o většinu historických architektonických prvků. Zbývající prvky ztratil během modernizace v letech 2002 – 2003.